# Tapolczai Gyula
Tapolczai Gyula, Tapolczai Gyula Sándor Jenő Dezső (Budapest, Erzsébetváros, 1903. június 7. – Budapest, 1954. április 17.) magyar színész, érdemes művész. Vízvári Mariska és Tapolczai Dezső színművészek fia, Tapolczai Jolán színésznő öccse. Nevét egyes források Tapolczay Gyulaként említik, de a sírfelirata szerint Tapolczai Gyula.

## Élete
Gimnáziumi tanulmányainak elvégeztével 1919-ben bevonult a nemzeti hadseregbe, majd 1920. szeptember 3-án mint huszárhadapród szerelt le. 1920-ban Pécsett kezdte meg színészi pályáját Nádassy Józsefnél. 1923–26-ban a Belvárosi Színházban, 1924–26-ban a Renaissance Színházban, valamint az Unio Rt. színházaiban szerepelt. 1926. április 14-én A velencei kalmár Lancelot Gobbo szerepében sikerrel vendégszerepelt a Nemzeti Színházban, amely szerződést eredményezett és Tapolczai ettől kezdve az intézmény tagja volt 1941-ig. 1941–44-ben a Madách Színházban játszott, 1945-ben rövid ideig a Budai Színház igazgatója volt. 1945 és 1954 között ismét a Nemzeti Színház tagja lett, közben 1946-ban a Madách Színházban is szerepelt. Elsősorban komikus epizódszerepeket kapott hangja és alakja miatt. Buffó-komikus volt, emellett filmekben is szerepelt. 1932-ben megnősült. 1939-ben Jávor Pállal játszott a Nemzeti Színház Rontó Pál című darabjában. 1942-ben a Madách Színház A képzelt beteg című darabjában játszott Szemere Vera, Várkonyi Zoltán, Turay Ida és Sennyei Vera partnereként. Munkásságáért 1954-ben megkapta a Magyar Népköztársaság Érdemes Művésze díjat.

## Fontosabb színházi szerepei
- Lancelot Gobbo (Shakespeare: A velencei kalmár)
- Böffen Tóbiás (Shakespeare: Vízkereszt, vagy amit akartok)
- Trinculo (Shakespeare: A vihar)
- Kemény Tóni (Herczeg Ferenc: A Gyurkovics-lányok)
- Döbrögi (Móricz Zsigmond: Lúdas Matyi)
- Crofts (Shaw: Warrenné mestersége)
- Maszlag (Shakespeare: A windsori víg nők)

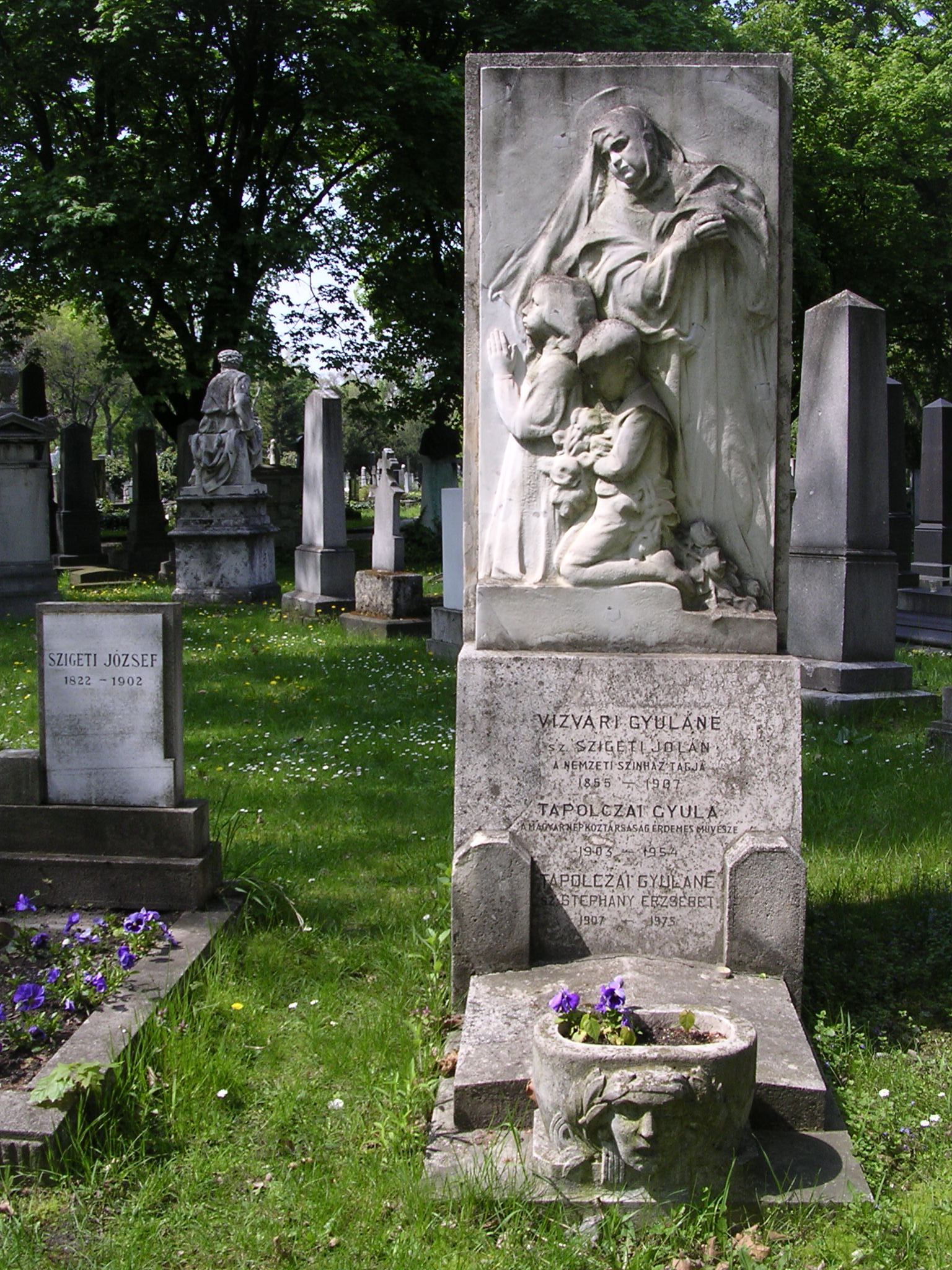
Sírja a Fiumei úti sírkertben, 2005. (34/1-3-20). Szobrász: Margó Ede

## Filmjei
- Árnyék a sátoron (1920)
- Az új földesúr (1935)
- Nem élhetek muzsikaszó nélkül (1935)
- Sárga csikó (1936)
- Dunaparti randevú (1936)
- Pesti mese (1937)
- Hotel Kikelet (1937)
- Torockói menyasszony (1937)
- Az ember néha téved (1938)
- Maga lesz a férjem (1938)
- Te csak pipálj Ladányi (1938)
- Pillanatnyi pénzzavar (1938)
- Borcsa Amerikában (1938)
- Piros bugyelláris (1938)
- Tizenhárom kislány mosolyog az égre (1938)
- Fehérvári huszárok (1939)
- Álomsárkány (1939)
- Semmelweis (1940)
- Gül Baba (1940)
- Beáta és az ördög (1941)
- Lejtőn (1943)
- A tanítónő (1945)
- Beszterce ostroma (1948)
- Talpalatnyi föld (1948)
- Díszmagyar (1949)
- Úri muri (1950)
- A selejt bosszúja (1951)
- A kiskakas gyémánt félkrajcárja (1951, rajzfilm) – Király (hang)[5]
- Különös házasság (1951)
- Felszabadult föld (1951)
- Déryné (1951)
- Civil a pályán (1952)
- Erkel (1952)
- Kiskrajcár (1953)

## Díjai, elismerései
- Érdemes művész (1954)